# Heterolocha sachalinensis
Heterolocha sachalinensis là một loài bướm đêm trong họ Geometridae.